# FL Studio
FL Studio (in precedenza FruityLoops) è un software per produrre musica, conosciuto anche come workstation audio digitale, creato dalla Image-Line Software.
La musica è creata registrando e mixando assieme dati audio come campioni MPEG-3, Microsoft WAV, Ogg, MIDI, FLAC e molti altri.
Si crea, poi, un file esportando il progetto in uno di questi formati. I progetti di Fruity Loops vengono salvati in formato FLP. Si possono usare effetti presenti di stock oppure di terze parti, VST, DX oppure si possono "campionare" file audio in formato wave.

## Storia
Fruity Loops è stato lanciato nel 1998. FL Studio era originariamente una creazione di Didier “Gol” Dambrin che poi prese il ruolo di programmatore con la Image-Line, responsabile per il suo sviluppo principale. Il noto programmatore Juan "Arguru" Rius è stato coinvolto nello sviluppo di Fruity Loops 7.

## Caratteristiche
Il programma è composto da un sequencer sul quale si possono inserire le singole note per produrre una melodia ecc... oppure si può utilizzare la propria tastiera del PC come una tastiera digitale per suonare gli effetti caricati e costruire i propri pattern senza inserire nota per nota. Si può inoltre collegare tramite ingresso midi una tastiera per usare svariati effetti e registrare melodie riportando le singole note sul sequencer. Il tutto inviato ai relativi canali (channels) si convoglia in un potentissimo mixer con 125 "insert" da 7 effetti (10 effetti versione 20.5), selezionabili da un vasto elenco interno o caricabili. Ad ogni "insert" si possono assegnare input e output hardware gestiti da un ASIO Driver.
Su FL Studio è stata implementata la parte "sequencer" del software, infatti, quest'ultimo può essere utilizzato bypassando quasi completamente la funzione pattern. Ciò ha portato FL Studio ad un oggettivo miglioramento nel lavoro, in termini di tempo e qualità, portandolo a livelli indubbiamente professionali. Sono state prodotte varie edizioni di FL Studio dove è possibile trovare il programma sotto diverse forme a seconda delle proprie esigenze, come ad esempio la versione "producer".
L'ultima versione di FL Studio, denominata FL Studio 2024, è stata rilasciata il 30 giugno 2024. Questa versione introduce numerosi miglioramenti e nuove funzionalità per ottimizzare il flusso di lavoro e offrire strumenti avanzati per la produzione musicale.

### Novità principali
- Interfaccia utente migliorata, con una gestione più intuitiva delle tracce e degli effetti.
- Nuovi strumenti e plugin, tra cui aggiornamenti a FLEX e DirectWave.
- Miglioramenti alla playlist e al Piano Roll, con nuove opzioni per la gestione delle note fantasma ("Ghost Notes").
- Supporto avanzato per FL Cloud, inclusa la sostituzione rapida dei campioni e il drag-and-drop migliorato.
- Funzione "Tap Tempo" aggiornata, che permette di analizzare il tempo senza modificare il progetto.
- Miglioramenti al metronomo, con l'aggiunta di nuovi suoni per una registrazione più precisa.
- Compatibilità e stabilità ottimizzate, con aggiornamenti specifici per macOS e Windows.

L'ultima patch disponibile è FL Studio 2024.2, rilasciata il 2 dicembre 2024, che introduce ulteriori ottimizzazioni, nuove funzionalità per la gestione dei progetti e miglioramenti alle prestazioni.
FL studio è disponibile in quattro edizioni: Fruity Edition, Producer Edition, Signature Bundle ed edizione All Plugins.
Va inoltre fatto presente che il programma, dalla versione 11, aggiunge il pieno supporto alle sue controparti per dispositivi mobili (FL Studio Mobile per iOS e Android e FL Studio Groove per Windows Phone, oltre all'Image-Line Remote Controller per iOS e Android)